# Xanyurdu
Xanyurdu (armeniska: Leonakan, Լեոնական, ryska: Ханадзах, armeniska: Lerrnavan, Լեռնավան, Խնածախ) är en ort i Azerbajdzjan.   Den ligger i distriktet Xocalı Rayonu, i den centrala delen av landet, 270 km väster om huvudstaden Baku. Xanyurdu ligger 822 meter över havet och antalet invånare är 592.
Terrängen runt Xanyurdu är lite bergig. Närmaste större samhälle är Stepanakert, 3,6 km söder om Xanyurdu. 
I omgivningarna runt Xanyurdu växer i huvudsak blandskog. Runt Xanyurdu är det ganska tätbefolkat, med 54 invånare per kvadratkilometer.